# Ederheim

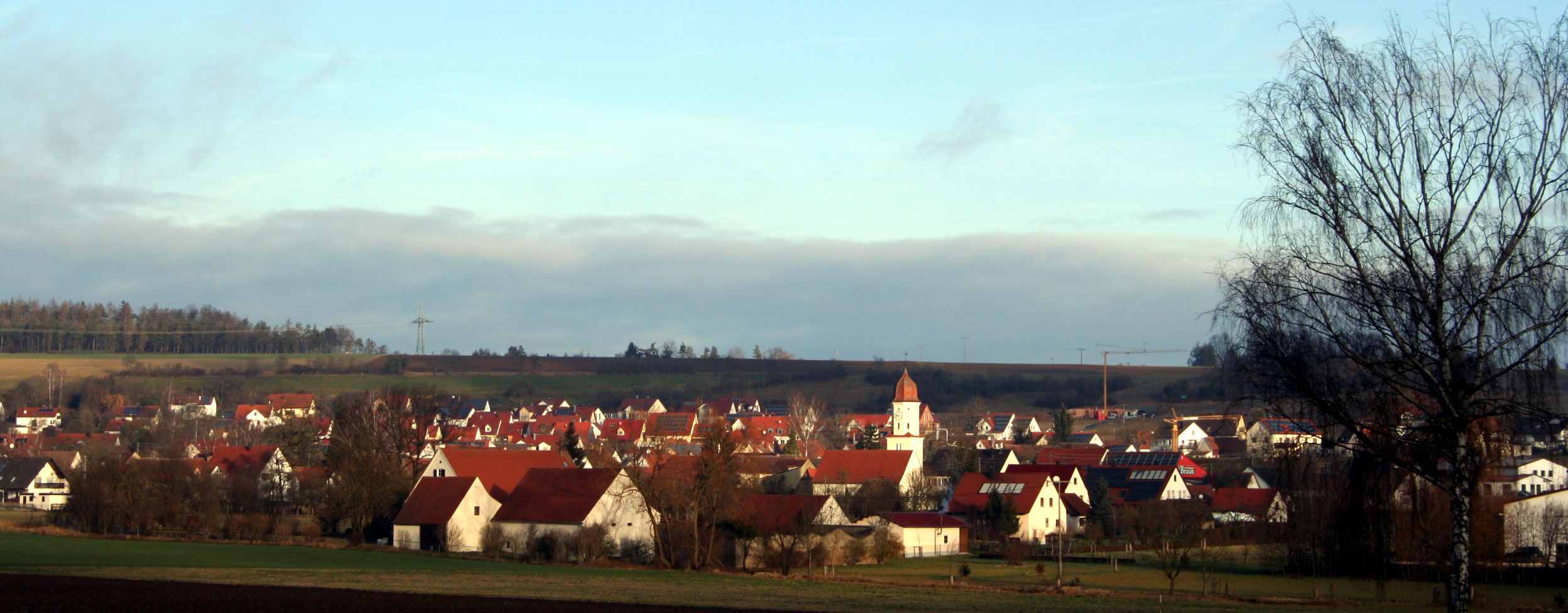
Ederheim

Ederheim (Rieserisch: Edre) ist eine Gemeinde und deren Hauptort im schwäbischen Landkreis Donau-Ries. Sie ist Mitglied der Verwaltungsgemeinschaft Ries.

## Geografie

### Lage
Ederheim liegt am südlichen Rand des Nördlinger Rieses und ist Teil der Planungsregion Augsburg.

### Gemeindegliederung
Die Gemeinde hat zehn Gemeindeteile (in Klammern ist der Siedlungstyp angegeben):
- Anhausen (Weiler)
- Betzenmühle (Einöde)
- Christgarten (Kirchdorf)
- Ederheim (Pfarrdorf)
- Hoppelmühle (Einöde)
- Hürnheim (Pfarrdorf)
- Niederhaus (Ruine)
- Pulvermühle (Einöde)
- Reismühle (Einöde)
- Thalmühle (Dorf)

Es gibt die Gemarkungen Christgarten, Ederheim und Hürnheim.

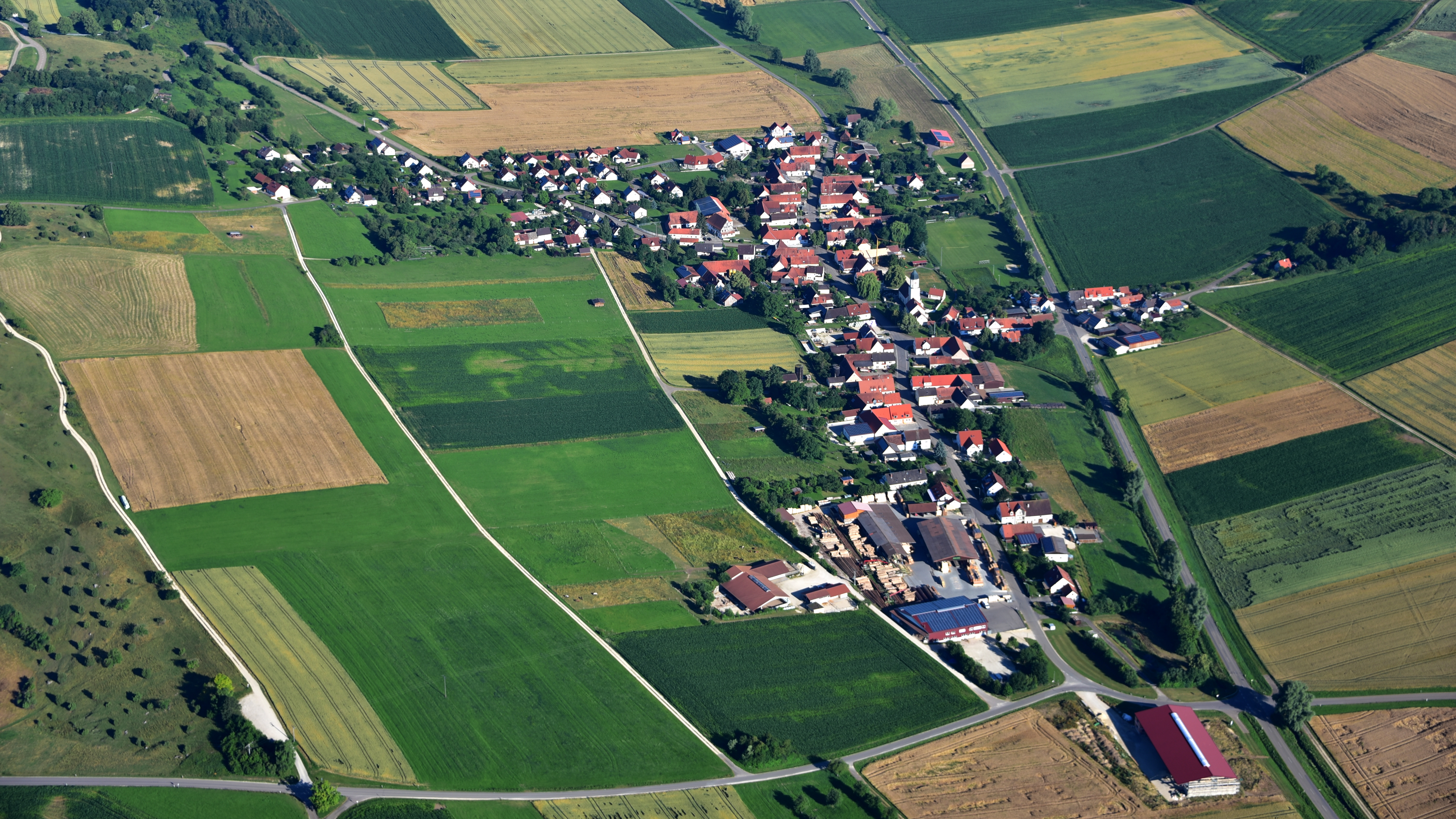
Hürnheim, Luftaufnahme (2016)

## Geschichte

### Bis zur Gemeindegründung
Ederheim wurde erstmals im 8. Jahrhundert im Zusammenhang mit Schenkungen fränkischer Könige an das Kloster Fulda erwähnt. Die Herren von Hürnheim hatten schon vor 1273 das Patronatsrecht in Ederheim inne. Die spätere Herrschaft der Grafen von Oettingen war seit 1751 ein Amt der Landkommende Ellingen (Ballei Franken) des Deutschen Ordens. Mit der Rheinbundakte 1806 kam der Ort zum Königreich Bayern. Obwohl der Deutschorden de jure erst 1809 aufgehoben wurde, hatte Bayern bereits im Zuge der Mediatisierung (1805/1806) die Besitzungen des Ordens sequestriert.
Während der Ära der Grafschaft Oettingen lag Ederheim ab 1500 im Schwäbischen Reichskreis, mit dem Übergang an den Deutschen Orden erfolgte der Wechsel in den Fränkischen Reichskreis.

### Eingemeindungen
Im Zuge der Gebietsreform in Bayern wurden am 1. Mai 1978 die Gemeinden Christgarten und Hürnheim eingegliedert.

### Einwohnerentwicklung
Zwischen 1988 und 2018 wuchs die Gemeinde von 1020 auf 1143 um 123 Einwohner bzw. um 12,1 %.
| Jahr      | 1961 | 1970 | 1987 | 1991 | 1995 | 2000 | 2005 | 2010 | 2015 |
| Einwohner | 0891 | 0943 | 1005 | 1088 | 1096 | 1125 | 1149 | 1128 | 1122 |

## Politik

### Bürgermeister
- bis 2008: Karl-Heinz Stegmeier (Freie Wählergemeinschaft)
- 2008–2020: Caroline Zehnpfennig-Doleczik (Freie Wählergemeinschaft Ederheim)
- ab 2020: Petra Eisele (Frauen-Jugend-SPD)

### Gemeinderat
Der Gemeinderat besteht aus dem ersten Bürgermeister und den Gemeinderatsmitgliedern. Die zwölf Gemeinderatsmitglieder werden seit Mai 2020 von folgenden Gruppierungen gestellt:
- WGE: 5 Sitze
- Frauen-Jugend-SPD: 4 Sitze
- WGH: 3 Sitze

Die Gemeinderatsmitglieder wurden 2002 bis 2008 wie folgt gestellt:
- Freie Wählergemeinschaft: 6 Sitze
- Freiwillige Wählergemeinschaft Hürnheim: 3 Sitze
- Frauen-Jugend-SPD: 3 Sitze

### Wappen
| Wappen von Ederheim | Blasonierung: „In Silber ein durchgehendes schwarzes Tatzenkreuz, aufgelegt ein rotes Hirschgeweih.“ |
| Wappen von Ederheim | Wappenbegründung: Das Gemeindewappen erinnert an zwei wichtige ehemalige Grundherren: Das Hirschgeweih ist dem Wappen der Herren von Hürnheim entnommen, die schon vor 1273 das Patronatsrecht in Ederheim innehatten. Später gehörte der Ort zur Herrschaft der Grafen von Oettingen. Im Jahr 1750 erwarb der Deutsche Ritterorden von ihnen einen großen Teil der Grundherrschaft sowie die Niedergerichtsbarkeit. Darauf weist das schwarze Tatzenkreuz aus dem Ordenswappen hin. Dieses Wappen wird seit 1959 geführt. |

## Bau- und Bodendenkmäler
- Kloster Christgarten

## Wirtschaft und Infrastruktur

### Wirtschaft einschließlich Land- und Forstwirtschaft
2017 gab es in der Gemeinde 175 sozialversicherungspflichtige Arbeitsplätze. Von der Wohnbevölkerung standen 485 Personen in einem versicherungspflichtigen Beschäftigungsverhältnis. Damit war die Zahl der Auspendler um 310 Personen größer als die der Einpendler. Zwölf Einwohner waren arbeitslos. 2016 gab es 17 landwirtschaftliche Betriebe, die eine Fläche von 283 ha bewirtschafteten. Der Großteil des Waldes auf Gemeindegebiet ist im Besitz des Fürstenhauses Oettingen-Wallerstein (südliches Gemeindegebiet) oder Teil des Stiftungswald Nördlingen (westliches Gemeindegebiet).

### Bildung
Es gibt folgende Einrichtungen:
- Zwei Kindertageseinrichtungen mit insgesamt 75 Plätzen und 59 Kindern, davon 15 unter drei Jahren (Stand 1. März 2018)
- Grundschule Kleinerdlingen-Ederheim mit 70 Schülern, die von vier Lehrern unterrichtet werden (Schuljahr 2019/20)[7]

## Persönlichkeiten
- Elias Ehinger (1573–1653), geboren in Christgarten, evangelischer Theologe, Pädagoge, Bibliothekar und Philologe